# Wambaix
Wambaix est une commune française située dans le département du Nord (59) en région Hauts-de-France.

## Géographie

### Localisation
La commune de Wambaix se situe dans le canton de Carnières et dans l'arrondissement de Cambrai, à 7 km au sud-est de Cambrai.

### Communes limitrophes
| Awoingt                 |         | Estourmel             |
| Séranvillers-Forenville | Wambaix | Cattenières           |
|                         | Esnes   | Haucourt-en-Cambrésis |

### Hydrographie
La commune est située dans le bassin Artois-Picardie. Elle n'est drainée par aucun cours d'eau,.

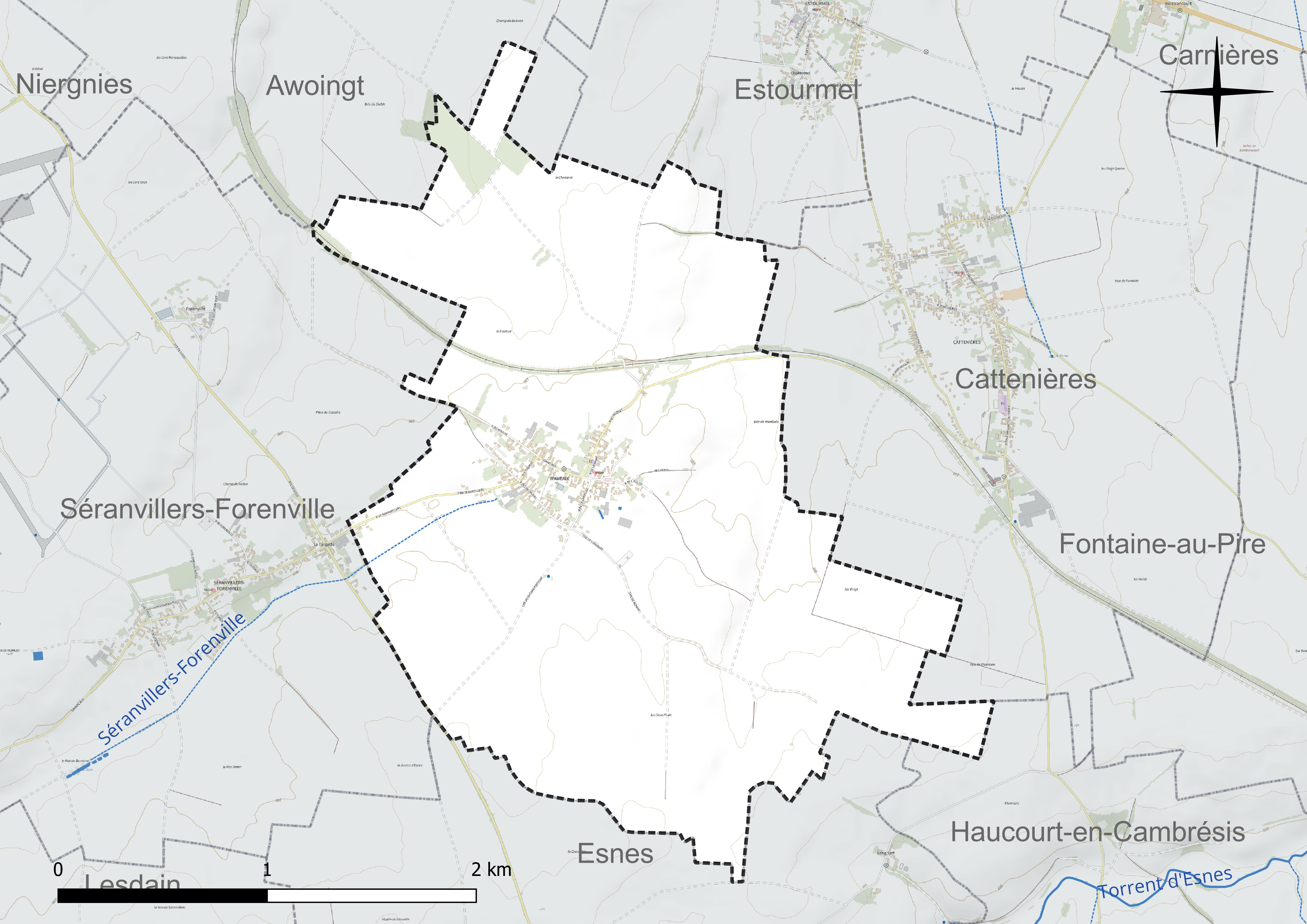
Réseau hydrographique de Wambaix.

### Climat
Pour des articles plus généraux, voir Climat des Hauts-de-France et Climat du Nord.
En 2010, le climat de la commune est de type climat océanique dégradé des plaines du Centre et du Nord, selon une étude du CNRS s'appuyant sur une série de données couvrant la période 1971-2000. En 2020, Météo-France publie une typologie des climats de la France métropolitaine dans laquelle la commune est dans une zone de transition entre le climat océanique et le climat océanique altéré et est dans la région climatique Nord-est du bassin Parisien, caractérisée par un ensoleillement médiocre, une pluviométrie moyenne régulièrement répartie au cours de l'année et un hiver froid (3 °C).
Pour la période 1971-2000, la température annuelle moyenne est de 10,2 °C, avec une amplitude thermique annuelle de 14,6 °C. Le cumul annuel moyen de précipitations est de 731 mm, avec 11,6 jours de précipitations en janvier et 9,2 jours en juillet. Pour la période 1991-2020, la température moyenne annuelle observée sur la station météorologique la plus proche, située sur la commune d'Épehy à 18 km à vol d'oiseau, est de 10,6 °C et le cumul annuel moyen de précipitations est de 752,8 mm,. Pour l'avenir, les paramètres climatiques de la commune estimés pour 2050 selon différents scénarios d'émission de gaz à effet de serre sont consultables sur un site dédié publié par Météo-France en novembre 2022.

## Urbanisme

### Typologie
Au 1er janvier 2024, Wambaix est catégorisée commune rurale à habitat dispersé, selon la nouvelle grille communale de densité à sept niveaux définie par l'Insee en 2022.
Elle est située hors unité urbaine. Par ailleurs la commune fait partie de l'aire d'attraction de Cambrai, dont elle est une commune de la couronne,. Cette aire, qui regroupe 64 communes, est catégorisée dans les aires de 50 000 à moins de 200 000 habitants,.

### Occupation des sols
L'occupation des sols de la commune, telle qu'elle ressort de la base de données européenne d'occupation biophysique des sols Corine Land Cover (CLC), est marquée par l'importance des territoires agricoles (95,4 % en 2018), une proportion sensiblement équivalente à celle de 1990 (96 %). La répartition détaillée en 2018 est la suivante : 
terres arables (88,4 %), prairies (7 %), zones urbanisées (4,6 %). L'évolution de l'occupation des sols de la commune et de ses infrastructures peut être observée sur les différentes représentations cartographiques du territoire : la carte de Cassini (XVIIIe siècle), la carte d'état-major (1820-1866) et les cartes ou photos aériennes de l'IGN pour la période actuelle (1950 à aujourd'hui).

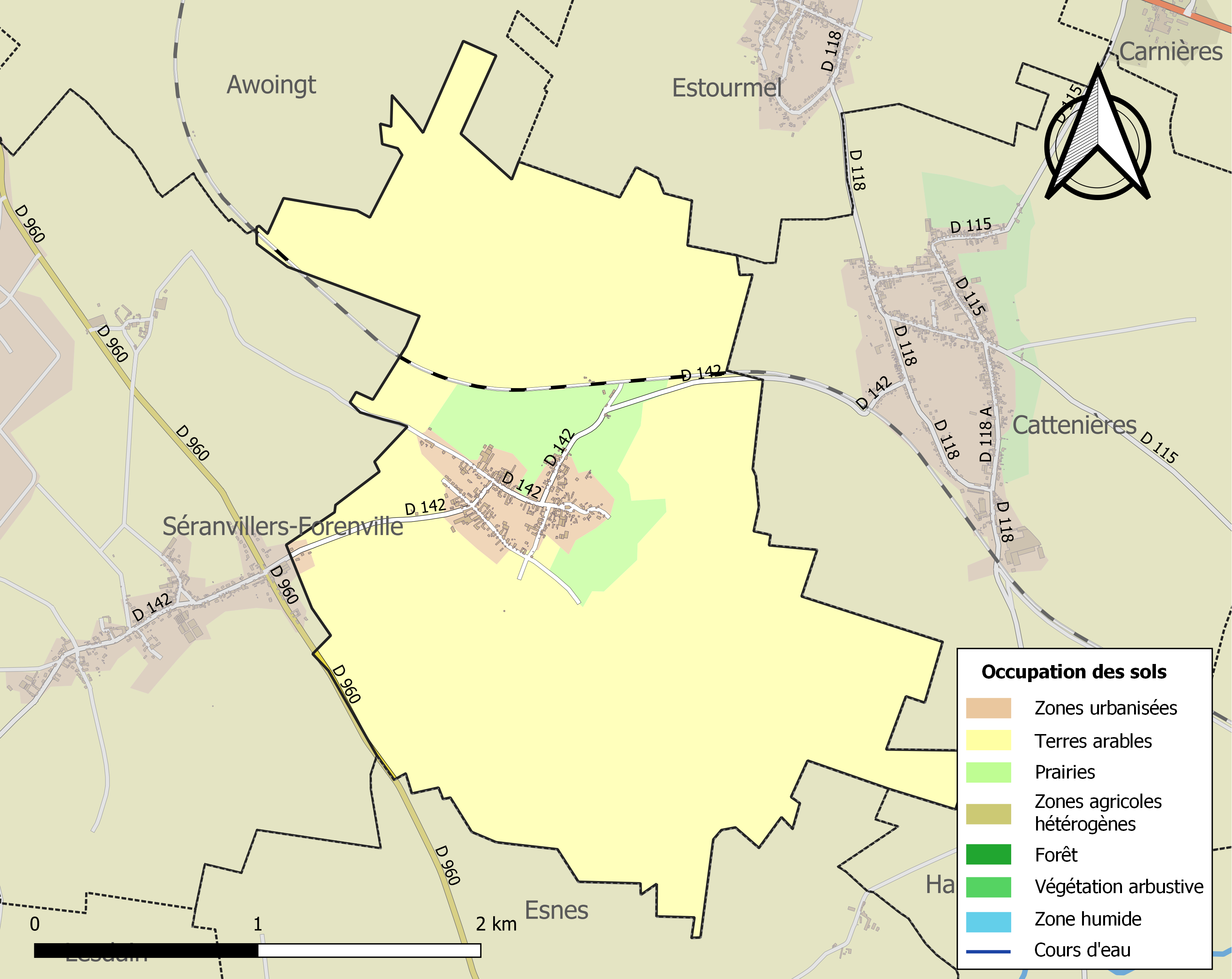
Carte des infrastructures et de l'occupation des sols de la commune en 2018 (CLC).

### Voies de communications et transports

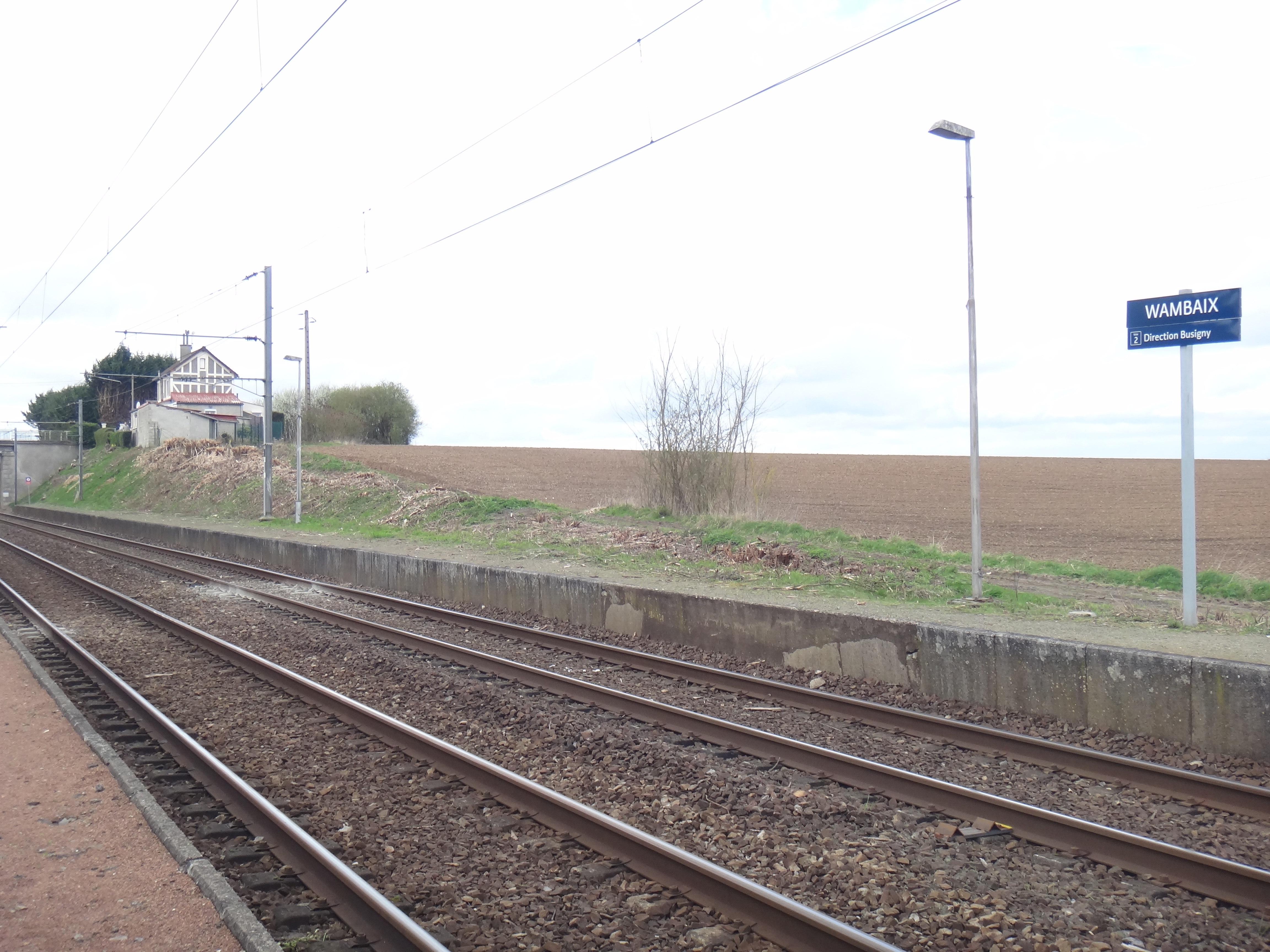
La halte ferroviaire de Wambaix, sur la ligne Cambrai - Saint-Quentin

La gare de Wambaix est desservie par des trains TER Hauts-de-France de la ligne P40 effectuant des missions entre les gares de Douai et de Saint-Quentin via Cambrai.
La commune est desservie par le réseau de transports urbains de la Communauté d'agglomération de Cambrai appelé TUC (Transports Urbains du Cambrésis), par la ligne 12,.

## Toponymie
Le lieu est connu depuis 917 sous le nom de Wambees. On trouve également Vuambia en 958, Gambais en 1111, Wanbais en 1142, Wambais et Wambaïs, Wambain et Wambaio, Wambasium et Wambaium aux XIIe et XXIIIe siècles.
Il s'agit d'un type toponymique germanique en -baix, -bais cf. Roubaix, Rebais, Fleurbaix, etc. L'élément baix, bais remonte au francique baki « ruisseau » cf. allemand Bach « ruisseau »,, issu ultimement du germanique commun *bakiz. Le premier élément Wam- représente sans doute l'adjectif wan- « vide » ou « insuffisant ». D'où le sens global de « ruisseau asséché » ou « ruisseau au débit insuffisant ».
Homonymie avec Wambez (Oise), la forme du français central Gambais et les noms de lieux allemand du type Wambach.

## Histoire
En 1790, la commune est intégrée au nouveau département du Nord.
En 1793, devient officiellement municipalité, dépend  du département du Nord, du district de Cambrai, du canton d'Estourmel.
En 1801, fait partie de l'Arrondissement de Cambrai et intègre le Canton de Carnières.
En 1823, lors de la grande famine, Wambaix a connu l'apparition de son héros connu actuellement sous le nom de Roger le Lapin qui est venu un été rapporter de nombreux cervidés qui a résolu la famine dans le village.

## Politique et administration

### Liste des maires
Maire de 1742 à 1790 : Steve Gorin
Maire de 1802 à 1807 : P. J. Foveaux,.

Maire en 1881 : Delacourt.
| Période                                  | Période                   | Identité      | Étiquette | Qualité |
| ---------------------------------------- | ------------------------- | ------------- | --------- | ------- |
| Les données manquantes sont à compléter. |                           |               |           |         |
| mars 1989                                | 2004                      | Juste Banse   |           |         |
| 2004                                     | mars 2014                 | Bruno Cardon  |           |         |
| mars 2014                                | mai 2020                  | André Verrier |           |         |
| mai 2020                                 | En cours (au 4 juin 2020) | Simon Oubry   |           |         |

### Politique environnementale
La protection et la mise en valeur de l'environnement font partie des compétences optionnelles de la communauté d'agglomération de Cambrai à laquelle appartient Wambaix.

## Population et société

### Démographie

#### Évolution démographique
En 2022, Wambaix comptait 368 habitants. À partir du XXIe siècle, les recensements réels des communes de moins de 10 000 habitants ont lieu tous les cinq ans (2004, 2009, 2014, etc. pour Wambaix). Depuis 2004, les autres chiffres sont des estimations.
| 1793 | 1800 | 1806 | 1821 | 1831 | 1836 | 1841 | 1846 | 1851 |
| ---- | ---- | ---- | ---- | ---- | ---- | ---- | ---- | ---- |
| 403  | 482  | 458  | 548  | 607  | 643  | 656  | 682  | 690  |

| 1856 | 1861 | 1866 | 1872 | 1876 | 1881 | 1886 | 1891 | 1896 |
| ---- | ---- | ---- | ---- | ---- | ---- | ---- | ---- | ---- |
| 750  | 781  | 782  | 765  | 748  | 685  | 665  | 630  | 641  |

| 1901 | 1906 | 1911 | 1921 | 1926 | 1931 | 1936 | 1946 | 1954 |
| ---- | ---- | ---- | ---- | ---- | ---- | ---- | ---- | ---- |
| 602  | 560  | 519  | 447  | 430  | 420  | 418  | 369  | 373  |

| 1962 | 1968 | 1975 | 1982 | 1990 | 1999 | 2004 | 2006 | 2009 |
| ---- | ---- | ---- | ---- | ---- | ---- | ---- | ---- | ---- |
| 355  | 345  | 298  | 334  | 346  | 332  | 311  | 298  | 310  |

| 2014 | 2019 | 2022 | - | - | - | - | - | - |
| ---- | ---- | ---- | - | - | - | - | - | - |
| 360  | 363  | 368  | - | - | - | - | - | - |

#### Pyramide des âges
La population de la commune est relativement jeune.
En 2018, le taux de personnes d'un âge inférieur à 30 ans s'élève à 34,7 %, soit en dessous de la moyenne départementale (39,5 %). À l'inverse, le taux de personnes d'âge supérieur à 60 ans est de 22,9 % la même année, alors qu'il est de 22,5 % au niveau départemental.
En 2018, la commune comptait 170 hommes pour 199 femmes, soit un taux de 53,93 % de femmes, largement supérieur au taux départemental (51,77 %).
Les pyramides des âges de la commune et du département s'établissent comme suit.
| Hommes | Classe d’âge | Femmes |
| ------ | ------------ | ------ |
| 0,6    | 90 ou +      | 0,5    |
| 5,4    | 75-89 ans    | 9,7    |
| 15,0   | 60-74 ans    | 14,3   |
| 21,6   | 45-59 ans    | 19,4   |
| 25,1   | 30-44 ans    | 19,4   |
| 14,4   | 15-29 ans    | 12,8   |
| 18,0   | 0-14 ans     | 24,0   |

| Hommes | Classe d’âge | Femmes |
| ------ | ------------ | ------ |
| 0,5    | 90 ou +      | 1,4    |
| 5,3    | 75-89 ans    | 8,1    |
| 14,8   | 60-74 ans    | 16,2   |
| 19,1   | 45-59 ans    | 18,4   |
| 19,5   | 30-44 ans    | 18,7   |
| 20,7   | 15-29 ans    | 19,1   |
| 20,2   | 0-14 ans     | 18     |

## Culture locale et patrimoine

### Lieux et monuments
- L'église Saint-Amand de Wambaix fait partie de la paroisse Saint-Joseph en Cambraisis de l'archidiocèse de Cambrai[27].

### Héraldique
| Blason de Wambaix | Blason  | D'azur à un dragon d'or lampassé de gueules, s'essorant en fasce. |
| Blason de Wambaix | Détails | Le statut officiel du blason reste à déterminer.                  |